# Kenneth D. Cameron
Kenneth Donald Cameron, född 1949, är en NASA-astronaut som gjort tre rymdresor.

## Biografi
Cameron föddes i Cleveland, Ohio. Efter examen från högskola värvades han till marinkåren och utbildades på Quantico, VA. Efter att han slutfört officerskurs och en kurs i vietnamesiska, blev han förflyttad till Vietnam i ett år som befälhavare. Han blev dekorerad efter 40 strider. Efter att han befordrats, flyttade han till MIT där han tog examen i aeronautik och astronautik. Cameron har loggat över 4 000 timmar tid i 48 olika typer av flygplan. 
1984 började Cameron astronautprogrammet vid Nasa. Under hans 12-åriga karriär med Nasa, blev han Nasas första operative chef i Moskva där han arbetade som kosmonaut-utbildare. Han har gjort tre rymdresor, och har loggat över 561 timmar i rymden. Han tjänstgjorde som pilot på STS-37 och befälhavare på STS-56 och STS-74. Hans senaste rymdresa var STS-74, Nasas andra rymdskyttel med uppdrag att möta och docka med Mir. 
1996 avgick Cameron från Nasa och marinsoldaterna och arbetar 2009 i Yorktown, Virginia, där han lever med fru och familj. 

## Rymdfärder
- STS-37
- STS-56
- STS-74